# Моґенс Фрей
Моґенс Фрей (дан. Mogens Frey, 2 липня 1941) — данський велогонщик.
Олімпійський чемпіон 1968 року в командній гонці переслідування, срібний призер 1968 року в індивідуальній гонці переслідування на 4000.
Чемпіон світу з трекових велоперегонів 1968 року в індивідуальній гонці переслідування, срібний призер 1967 року в індивідуальній гонці переслідування.
Срібний призер Чемпіонату світу з велоперегонів на шосе 1969 року в командній гонці переслідування.